# Ioan Stănculescu
Ioan S. Stănculescu (n. 5/17 august 1890, Trivalea-Moșteni, Teleorman, România – d. 9 martie 1956, București, România) a fost un general român care a luptat în cel de-al Doilea Război Mondial.

## Biografie

### Cariera militară
S-a născut pe 5/17 august 1890 în comuna Trivalea Moșteni (județul Teleorman). S-a înscris în anul 1911 la Școala de Ofițeri de Artilerie și Geniu, pe care a absolvit-o în 1913, intrând în armată cu gradul de sublocotenent. Ioan Stănculescu a luat parte la Primul Război Mondial în calitate de comandant de pluton și baterie în Regimentul 25 Artilerie, fiind avansat la gradul de căpitan în 1917.
După război, în 1920–1922 a urmat Școala Superioară de Război, fiind avansat la gradul de maior după absolvire. În continuare, a lucrat la Marele Stat Major din 1922 până în 1937, când a fost numit comandant al Regimentului 28 Artilerie, funcție pe care a păstrat-o până în 1941.
La începutul războiului cu Uniunea Sovietică, Ioan Stănculescu a fost succesiv șef de stat major al Armatei a 4-a (1941), șeful Secției prizonieri din cadrul Marelui Stat Major (1941–1942), comandant al Centrului de Instrucție al Artileriei (1942–1943) și comandant al artileriei Corpului 2 Armată (1943–1944). După 23 august 1944 a fost mai întâi comandant al artileriei Armatei 1 (1944), apoi comandant al Diviziei 9 Infanterie (1945). În această funcție a participat la luptele din zona Roznava – Banská Bystrica, din Munții Tatra și de la vest de râul Morava. În 1945 a fost avansat la gradul de general de divizie.
A fost decorat la 4 august 1945 cu Ordinul Militar „Mihai Viteazul” cu spade, clasa III, „pentru curajul și inițiativa cu care și-a comandat divizia în acțiunile contra germano-maghiarilor, reușind să rupă pe rând rezistențele îndârjite ale acestora și sa cucerească zonele Ociova-Strany, deschizând astfel drumul de comunicații spre orașul Banska-Bistrița. Intră apoi în zona Strany, de sub comanda Corp. 51 aliat, unde printr-o manevră hotărâtoare, reușește să spargă frontul și să deschidă un alt drum pentru pătrunderea trupelor de sub comanda sa în orașul Moravia”.
Generalul Ioan S. Stănculescu a fost trecut în rezervă la 1 ianuarie 1948 și a încetat din viață la 9 martie 1956, în București, fiind înmormântat la Cimitirul militar Ghencea.

### Familie
Ioan Stănculescu a fost căsătorit cu Elsa Bolton, de origine irlandeză. A avut trei copii: Radu Stănculescu (decedat la scurt timp după naștere), Ioan Toma Stănculescu (viitor profesor universitar) și Mircea Stănculescu (viitor inginer hidrotehnician).

## Decorații
A fost decorat cu:
- Ordinul „Coroana României” clasa III-a
- Ordinul Vulturul German
- Ordinul „Steaua României” în gradul de ofițer (8 iunie 1940)[4]
- Ordinul „Mihai Viteazul” cu spade, clasa a III-a (4 august 1945)[3]